# 渋沢駅
渋沢駅（しぶさわえき）は、神奈川県秦野市曲松一丁目にある、小田急電鉄小田原線の駅である。駅番号はOH 40。

## 概要
標高163 mで、小田急線で最も標高が高い所に立地する駅である。さらに西隣の新松田駅との駅間距離は6.2 kmで、小田急線で最も距離が長い。小田急ロマンスカーのCMでは、渋沢 - 新松田間で撮影された風景が多用されている。
丹沢山地への登山口に近いため、隣の秦野駅と共に土休日には登山客で賑わう。

## 歴史

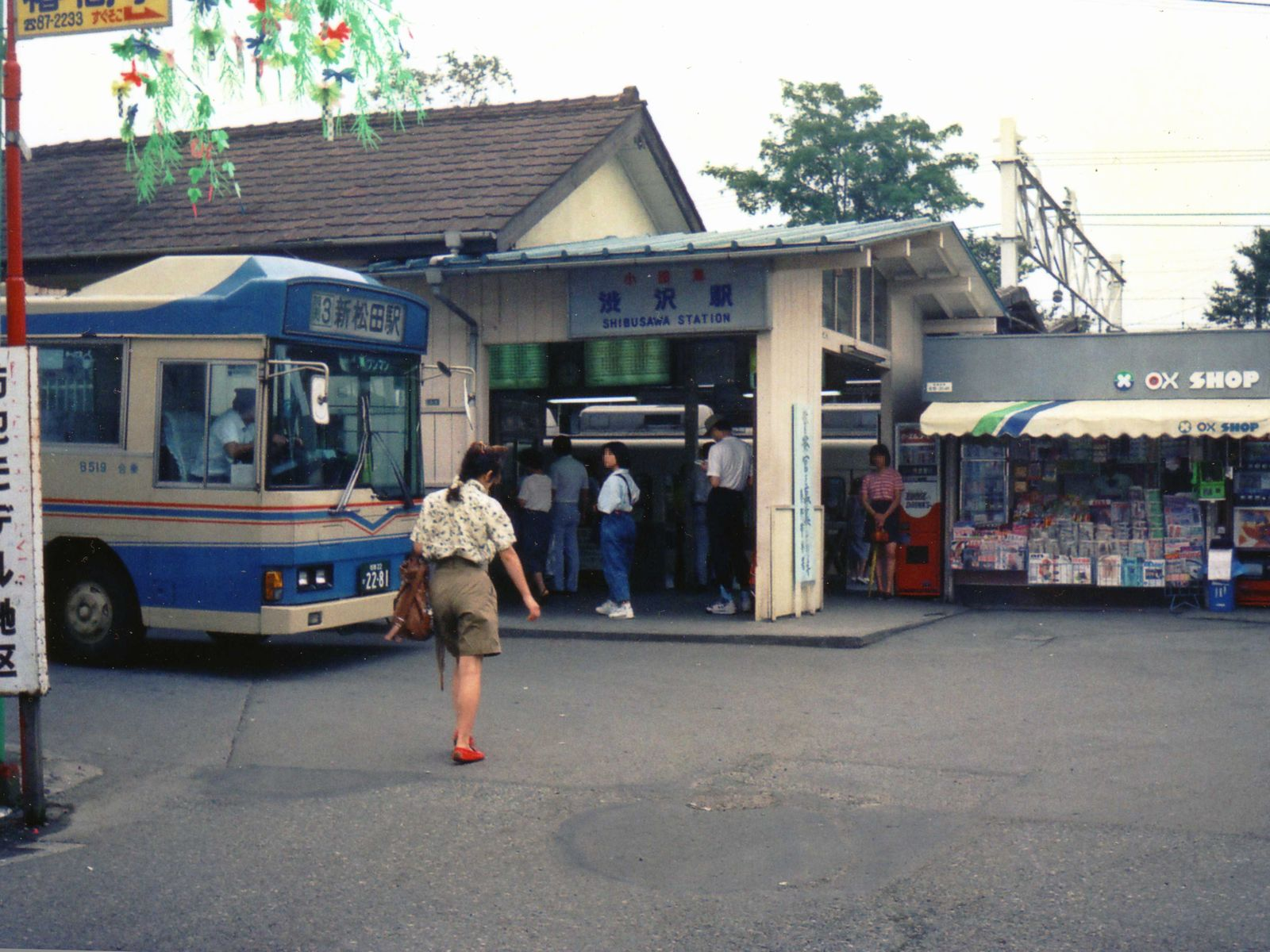
橋上駅舎になる前の渋沢駅（1988年頃）

### 年表
- 1927年（昭和2年）4月1日：開設。「直通」の停車駅となる。なお、各停は新宿駅 - 稲田登戸駅（現・向ヶ丘遊園駅）間運行であり、当駅までの運行はなかった。
- 1945年（昭和20年）6月：従来、新宿駅 - 稲田登戸駅間運行の各停が全線運行されることとなり、停車駅となる。同時に「直通」は廃止される。
- 1946年（昭和21年）10月1日：準急新設、停車駅となる。
- 1949年（昭和24年）10月1日：急行復活、停車駅となる。
- 1955年（昭和30年）3月25日：通勤急行新設、停車駅となる。
- 1960年（昭和35年）3月25日：通勤準急新設、停車駅となる。
- 1993年（平成5年）2月17日：山小屋風橋上駅舎・南北自由通路完成、使用開始[1]。その際、合わせて「丹沢高原駅」と改称する案が出されたが、採用には至らなかった。
- 2004年（平成16年）
  - 年内：バリアフリー化推進に伴うエレベーター・多目的トイレ増築工事完了。
  - 12月11日：快速急行・区間準急新設、停車駅となる。
- 2007年（平成19年）3月25日：南口ロータリー完成、同年3月26日より使用開始。
- 2012年（平成24年）3月17日：本厚木以西での区間準急設定消滅、停車駅より除外。
- 2014年（平成26年）1月：OH 40の駅ナンバリング導入、使用開始[3]。
- 2014年（平成26年）12月23日：接近メロディにZARDの曲「揺れる想い」「負けないで」を採用。秦野市がボーカルの坂井泉水の出身地。
- 2018年（平成30年）
  - 3月17日：伊勢原以西での準急設定消滅、停車駅より除外[4]。
  - 3月29日：半年間の予定で、駅構内BGM試験導入[5]。

### 駅名の由来
駅所在地が「中郡西秦野村大字渋沢（当時）」であったことによる。なお、「渋沢」とは、柴の生えている沢の「柴沢」が転訛したものとも、一面に渋柿の木が生えていた沢から転じたものとも、「しぼんだ沢」が転じたものとも言われている。

## 駅構造

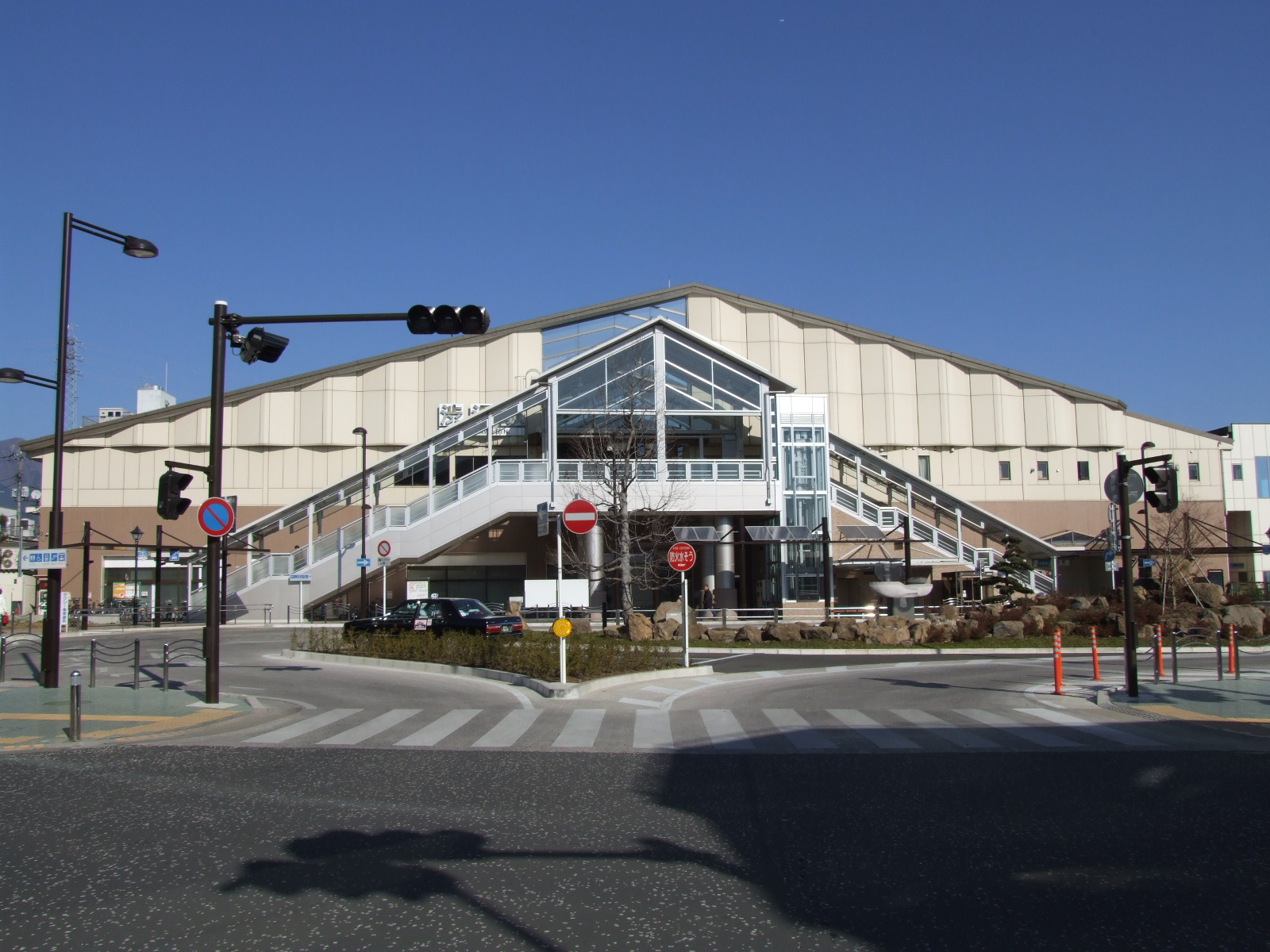
南口（2008年1月6日）

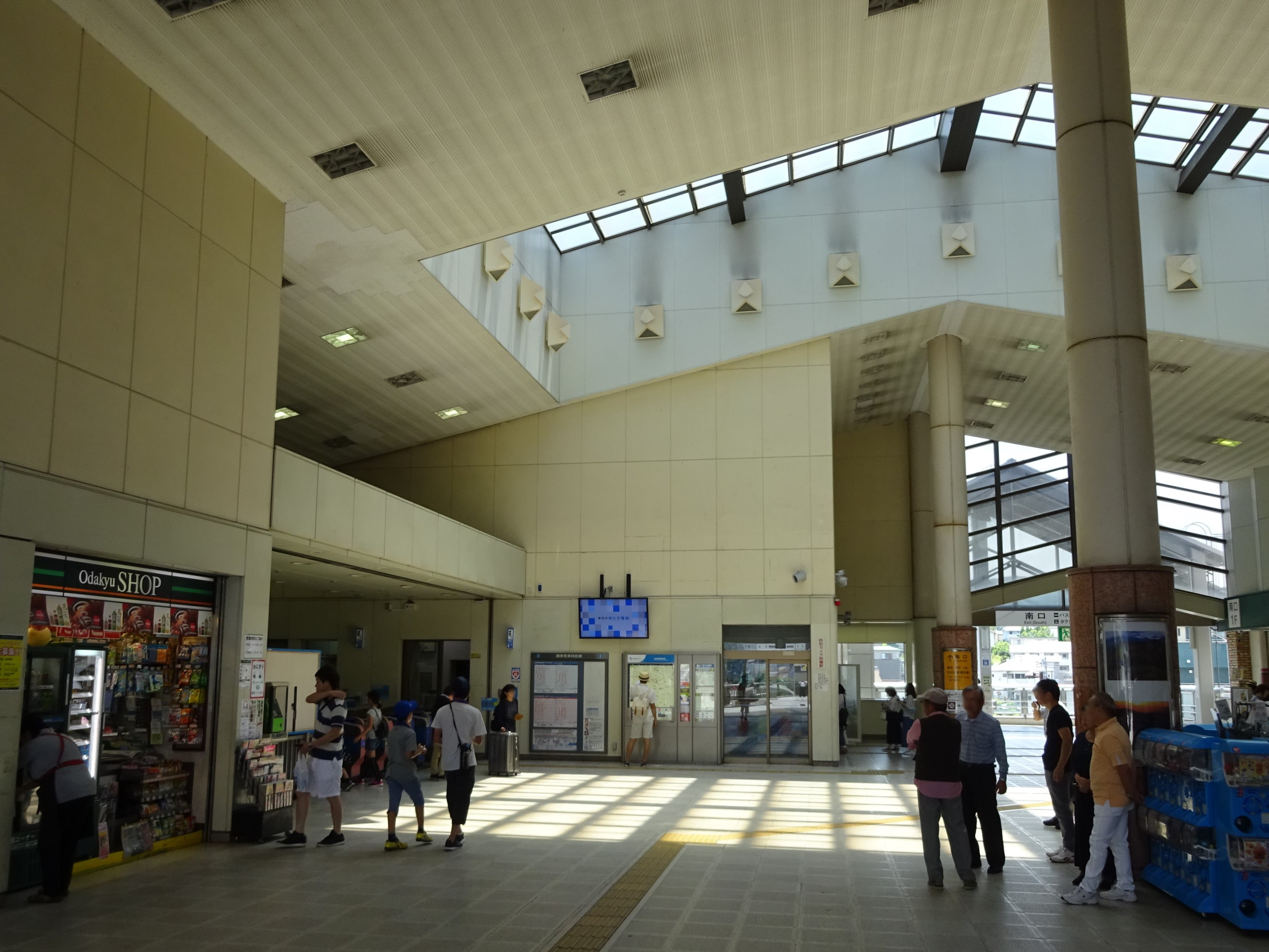
駅南北連絡通路を北口側より撮影（2017年6月17日）

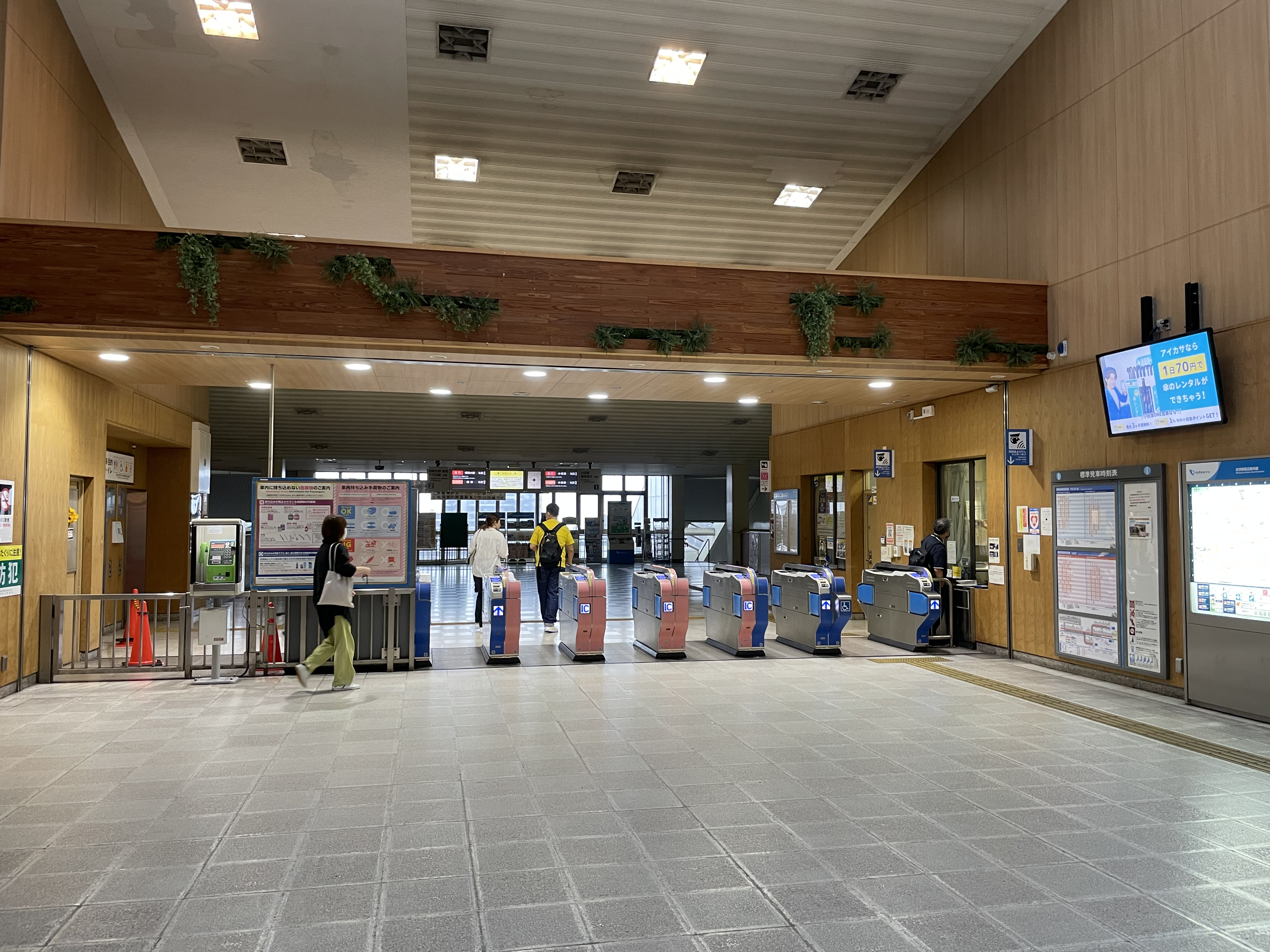
改札口（2022年7月16日）

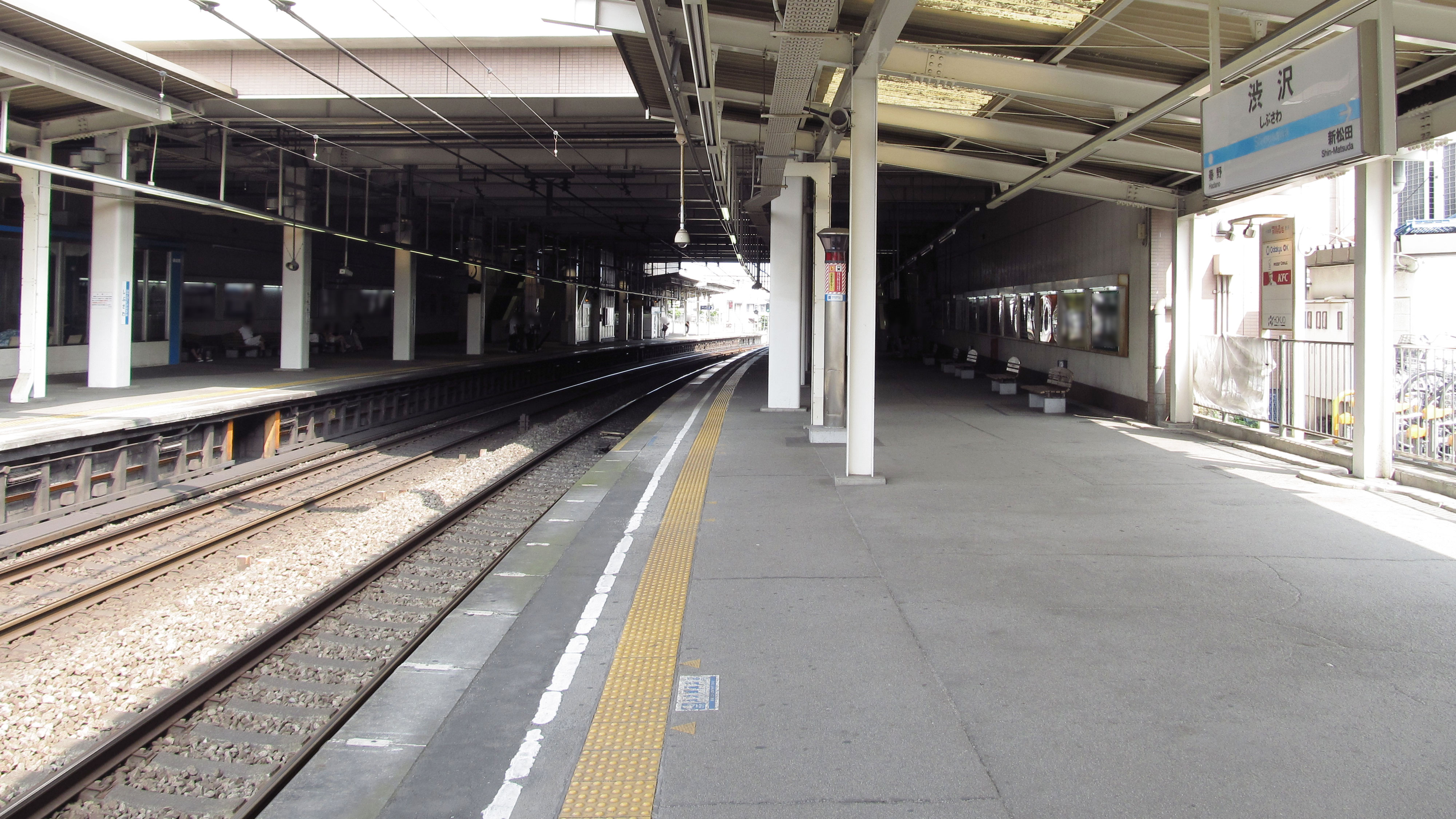
ホーム（2013年8月）

相対式ホーム2面2線を有する地上駅。橋上駅舎を備える。改札階 - ホーム階間はエレベーターおよびエスカレーターが設置されている。
2014年度（平成26年度）設備投資計画で行先案内表示器新設が盛り込まれた。
2014年（平成26年）12月23日より、秦野市の制60周年記念事業の一環で、接近メロディに秦野市にゆかりのあるZARDの楽曲を使用開始した。上り線は「負けないで」、下り線は「揺れる想い」である。

### のりば
| ホーム | 路線     | 方向 | 行先                          |
| ------ | -------- | ---- | ----------------------------- |
| 1      | 小田原線 | 下り | 小田原・箱根湯本方面          |
| 2      | 小田原線 | 上り | 相模大野・新宿・ 千代田線方面 |

## 利用状況
- 小田急電鉄 - 2024年度の1日平均乗降人員は24,098人である[小田急 1]。
小田急線全70駅中43位。

近年の乗降人員・乗車人員の推移は下表の通り。
| 年度               | 1日平均 乗降人員 | 1日平均 乗車人員 | 出典                |
| ------------------ | ---------------- | ---------------- | ------------------- |
| 1982年（昭和57年） | 21,353           |                  |                     |
| 1995年（平成07年） |                  | 15,768           | [ 神奈川県統計 1 ]  |
| 1998年（平成10年） |                  | 15,063           | [ 神奈川県統計 2 ]  |
| 1999年（平成11年） |                  | 14,903           | [ 神奈川県統計 3 ]  |
| 2000年（平成12年） |                  | 14,538           | [ 神奈川県統計 3 ]  |
| 2001年（平成13年） | 28,213           | 14,381           | [ 神奈川県統計 4 ]  |
| 2002年（平成14年） | 27,832           | 14,172           | [ 神奈川県統計 5 ]  |
| 2003年（平成15年） | 27,791           | 14,055           | [ 神奈川県統計 6 ]  |
| 2004年（平成16年） | 27,799           | 14,081           | [ 神奈川県統計 7 ]  |
| 2005年（平成17年） | 27,060           | 13,727           | [ 神奈川県統計 8 ]  |
| 2006年（平成18年） | 27,468           | 13,939           | [ 神奈川県統計 9 ]  |
| 2007年（平成19年） | 27,789           | 14,090           | [ 神奈川県統計 10 ] |
| 2008年（平成20年） | 28,244           | 14,316           | [ 神奈川県統計 11 ] |
| 2009年（平成21年） | 27,834           | 14,094           | [ 神奈川県統計 12 ] |
| 2010年（平成22年） | 27,434           | 13,857           | [ 神奈川県統計 13 ] |
| 2011年（平成23年） | 27,369           | 13,824           | [ 神奈川県統計 14 ] |
| 2012年（平成24年） | 28,035           | 14,170           | [ 神奈川県統計 15 ] |
| 2013年（平成25年） | 28,298           | 14,314           | [ 神奈川県統計 16 ] |
| 2014年（平成26年） | 27,741           | 14,020           | [ 神奈川県統計 17 ] |
| 2015年（平成27年） | 28,058           | 14,167           | [ 神奈川県統計 18 ] |
| 2016年（平成28年） | 28,547           | 14,403           | [ 神奈川県統計 19 ] |
| 2017年（平成29年） | 28,340           | 14,287           | [ 神奈川県統計 20 ] |
| 2018年（平成30年） | 28,021           | 14,119           | [ 神奈川県統計 21 ] |
| 2019年（令和元年） | 27,175           | 13,680           | [ 神奈川県統計 22 ] |
| 2020年（令和02年） | 19,960           |                  |                     |
| 2021年（令和03年） | 20,785           |                  |                     |
| 2022年（令和04年） | 22,683           |                  |                     |
| 2023年（令和05年） | 23,936           |                  |                     |
| 2024年（令和06年） | 24,098           |                  |                     |

## 駅周辺
- 秦野市立西公民館
- 秦野市立渋沢公民館
- 秦野市消防署 西分署
- 渋沢駅前郵便局
- 秦野曲松郵便局
- 小田原百貨店 渋沢店
- マックスバリュ 渋沢店
- ロピア 渋沢店
- ヤオマサ 渋沢店
- 国道246号
- 静岡中央銀行 渋沢支店

### 路線バス
全路線が神奈川中央交通により運行されている（後述の廃止代替路線を除く）。以前は箱根登山バスのバス路線も乗り入れ、新松田駅への路線も存在した。
渋沢駅北口
- 1番乗り場
  - 秦08：桜土手・日立経由 秦野駅行
  - 秦18：日立・畑中経由 秦野駅行
  - 秦54：戸川台経由 秦野駅行
  - 秦55：土橋経由 秦野駅行
  - 渋05：戸川台経由 高砂車庫前行
- 2番乗り場
  - 渋02：大倉行
  - 秦12：上河原経由 秦野駅行
  - 秦51：菩提経由 秦野駅行
  - 秦53：菩提経由 高砂車庫前行
- 乗り場番号なし
  - 上地区乗合自動車「行け行けぼくらのかみちゃん号」
    - 湯の沢線：湯の沢終点行
    - みくるべ線：みくるべ循環
    - 柳川・八沢線：柳川経由 八沢沢ノ下行

湘南神奈交バスが運行していた神02 - 神04系統廃止に伴い、地域および市による「上地区公共交通協議会」が組織され協議の結果、廃止翌日の2011年（平成23年）10月1日より同協議会が運行主体となり愛鶴タクシーが受託する実証運行が開始された。
ワゴンタクシーを使用し、以上の3路線を当所を始発・終着点として運行している。なお、土曜・休日・年末年始は運休となる。
渋沢駅南口
- 渋03：峠行 / 千村台行
- 渋04：千村台行

## 隣の駅
小田急電鉄
 小田原線

■快速急行・■急行・■各駅停車
秦野駅 (OH 39) - 渋沢駅 (OH 40) - 新松田駅 (OH 41)